# Rali Dakar de 2013
Rali Dakar 2013 foi a 34ª edição da corrida de rali mais exigente do mundo. Teve lugar entre 5 e 20 de janeiro e pela quinta vez consecutiva ocorreu na América do Sul, após o cancelamento da largada em 2008 por ameaças terroristas em África. A empresa francesa ASO (Amaury Sport Organisation) foi mais uma vez a organizadora do Dakar, que percorreu terras do Peru, Argentina e Chile, cruzando as terras áridas e altas do Deserto do Atacama e também a Cordilheira dos Andes. Alcançando a maior altitude de sua história, quando chegou próximo dos 5.000 metros ao cruzar os Andes

## Vencedores
Cyril Despres conquistou a sua 5ª vitória na categoria de Motos com uma KTM. Marcos Patronelli venceu a categoria de Quad's com Yamaha. Stéphane Peterhansel conquistou o seu 11º triunfo no Dakar ao vencer a categoria de Automóveis, com navegador Jean-Paul Cottret ao volante de um Mini. Eduard Nikolaev reconquistou o título em Camiões para a Kamaz. Portugal foi o único País a colocar 3 pilotos na categoria de Motos: Ruben Faria em 2º em KTM (a melhor classificação de sempre de um português) Hélder Rodrigues em 7º em Honda e Paulo Gonçalves em 10º com uma Husqvarna. Nos Automóveis Orlando Terranova e Paulo Fiuza terminaram em 5º com um BMW X3 enquanto Carlos Sousa e e Miguel Ramalho terminaram no 6º posto com um Haval da Great Wall.

## Etapas

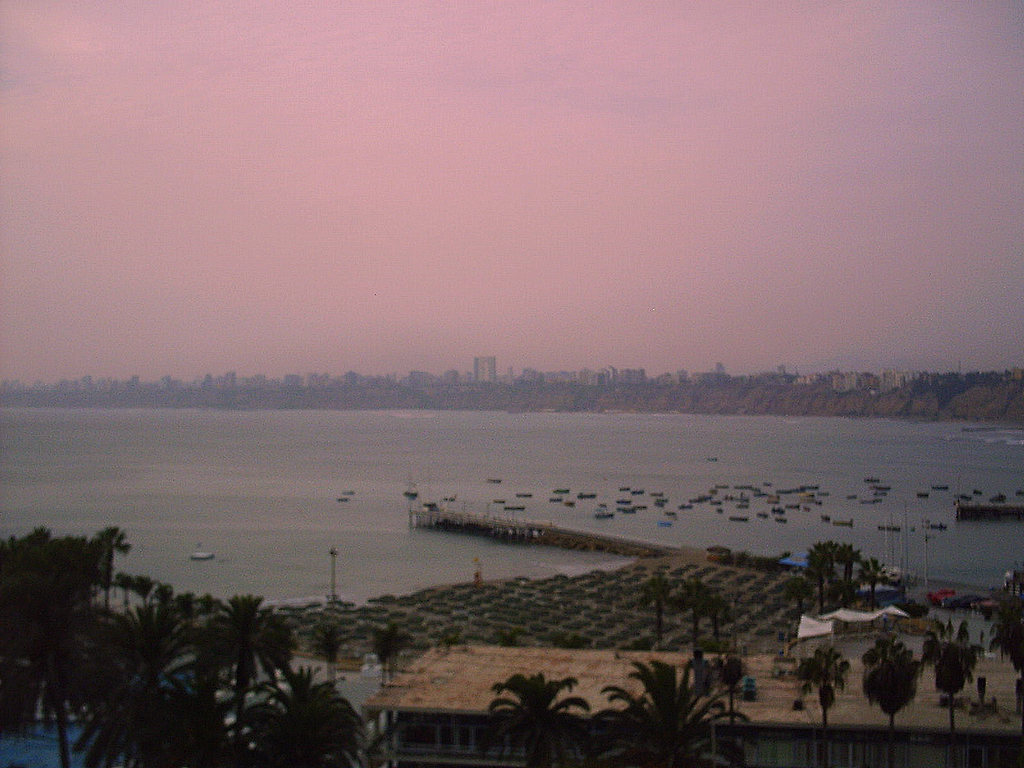
A cerimônia de largada aconteceu no distrito de Chorrillos, na cidade de Lima.

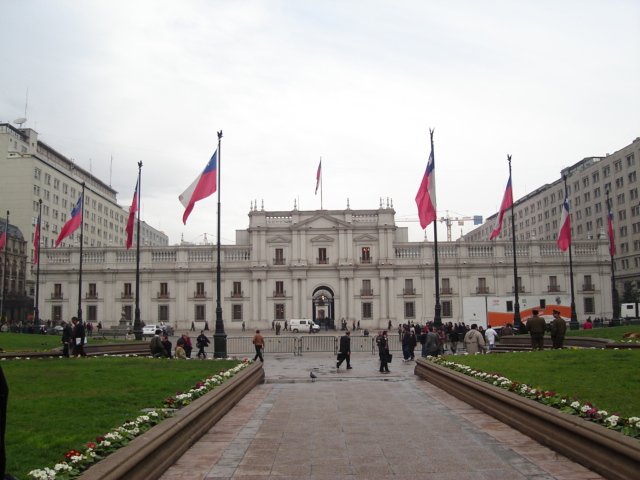
A cerimônia de premiação aconteceu frente ao Palácio de La Moneda na cidade de Santiago.

Distância de acordo com o site oficial.
| 1  | 5 Janeiro  | Lima                  | Pisco                 | Todas           | 250             | 13              | 263             | Francisco López   | I. Flores Seminario | C. Sainz           | Gérard de Rooy    |                 |                 |                 |
| 2  | 6 Janeiro  | Pisco                 | Pisco                 | Todas           | 85              | 242             | 327             | Joan Barreda Bort | Marcos Patronelli   | S. Peterhansel     | Gérard de Rooy    |                 |                 |                 |
| 3  | 7 Janeiro  | Pisco                 | Nazca                 | Todas           | 100             | 243             | 343             | Francisco López   | Marcos Patronelli   | N. Al-Attiyah      | Gérard de Rooy    |                 |                 |                 |
| 4  | 8 Janeiro  | Nazca                 | Arequipa              | Motos           | 429             | 289             | 718             | Joan Barreda Bort | Marcos Patronelli   | N. Al-Attiyah      | Ayrat Mardeev     |                 |                 |                 |
| 4  | 8 Janeiro  | Nazca                 | Arequipa              | Carros/Camiões  | 429             | 288             | 717             | Joan Barreda Bort | Marcos Patronelli   | N. Al-Attiyah      | Ayrat Mardeev     |                 |                 |                 |
| 5  | 9 Janeiro  | Arequipa              | Arica                 | Motos           | 275             | 136             | 411             | David Casteu      | Marcos Patronelli   | Nani Roma          | Hans Stacey       |                 |                 |                 |
| 5  | 9 Janeiro  | Arequipa              | Arica                 | Carros/Camiões  | 337             | 172             | 509             | David Casteu      | Marcos Patronelli   | Nani Roma          | Hans Stacey       |                 |                 |                 |
| 6  | 10 Janeiro | Arica                 | Calama                | Todas           | 313             | 454             | 767             | Francisco López   | Ignacio Casale      | N. Al-Attiyah      | Gérard de Rooy    |                 |                 |                 |
| 7  | 11 Janeiro | Calama                | Salta                 | Motos           | 586             | 220             | 806             | Kurt Caselli      | Sebastián Palma     | S. Peterhansel     | Gérard de Rooy    |                 |                 |                 |
| 7  | 11 Janeiro | Calama                | Salta                 | Carros/Camiões  | 534             | 220             | 754             | Kurt Caselli      | Sebastián Palma     | S. Peterhansel     | Gérard de Rooy    |                 |                 |                 |
| 8  | 12 Janeiro | Salta                 | San Miguel de Tucumán | Motos           | 274             | 491             | 738             | Joan Barreda Bort | Sarel van Biljon    | Guerlain Chicherit | Etapa Cancelada1b |                 |                 |                 |
| 8  | 12 Janeiro | Salta                 | San Miguel de Tucumán | Automóveis      | 379             | 470             | 849             | Joan Barreda Bort | Sarel van Biljon    | Guerlain Chicherit | Etapa Cancelada1b |                 |                 |                 |
| 8  | 12 Janeiro | Salta                 | San Miguel de Tucumán | Camiões         | 393             | 155             | 548             | Joan Barreda Bort | Sarel van Biljon    | Guerlain Chicherit | Etapa Cancelada1b |                 |                 |                 |
|    | 13 Janeiro | San Miguel de Tucumán | San Miguel de Tucumán | Dia de descanso | Dia de descanso | Dia de descanso | Dia de descanso | Dia de descanso   | Dia de descanso     | Dia de descanso    | Dia de descanso   | Dia de descanso | Dia de descanso | Dia de descanso |
| 9  | 14 Janeiro | San Miguel de Tucumán | Córdoba               | Motos           | 259             | 593             | 852             | C. Despres        | Łukasz Łaskawiec    | Nani Roma          | Aleš Loprais      |                 |                 |                 |
| 9  | 14 Janeiro | San Miguel de Tucumán | Córdoba               | Automóveis      | 258             | 593             | 851             | C. Despres        | Łukasz Łaskawiec    | Nani Roma          | Aleš Loprais      |                 |                 |                 |
| 9  | 14 Janeiro | San Miguel de Tucumán | Córdoba               | Camiões         | 406             | 293             | 699             | C. Despres        | Łukasz Łaskawiec    | Nani Roma          | Aleš Loprais      |                 |                 |                 |
| 10 | 15 Janeiro | Córdoba               | La Rioja              | Motos           | 279             | 357             | 636             | Joan Barreda Bort | Łukasz Łaskawiec    | Orlando Terranova  | Andrey Karginov   |                 |                 |                 |
| 10 | 15 Janeiro | Córdoba               | La Rioja              | Carros/Camiões  | 279             | 353             | 632             | Joan Barreda Bort | Łukasz Łaskawiec    | Orlando Terranova  | Andrey Karginov   |                 |                 |                 |
| 11 | 16 Janeiro | La Rioja              | Fiambalá              | Motos           | 262             | 221             | 483             | Kurt Caselli      | Paul Smith          | R. Gordon2b        | Gérard de Rooy2b  |                 |                 |                 |
| 11 | 16 Janeiro | La Rioja              | Fiambalá              | Carros/Camiões  | 262             | 219             | 481             | Kurt Caselli      | Paul Smith          | R. Gordon2b        | Gérard de Rooy2b  |                 |                 |                 |
| 12 | 17 Janeiro | Fiambalá              | Copiapó               | Todas           | 396             | 319             | 715             | Frans Verhoeven   | Sebastian Husseini  | Nani Roma          | Andrey Karginov   |                 |                 |                 |
| 13 | 18 Janeiro | Copiapó               | La Serena             | Todas           | 294             | 441             | 735             | Francisco López   | Sarel van Biljon    | R. Gordon          | Andrey Karginov   |                 |                 |                 |
| 14 | 19 Janeiro | La Serena             | Santiago              | Todas           | 502             | 128             | 630             | Ruben Faria       | Sarel van Biljon    | Nani Roma          | Peter Versluis    |                 |                 |                 |

- ↑1b  — A primeira parte do troço cronometrado da Etapa 8 incluindo toda a Especial para the Camiões, foi cancelada devido a cheias.[5]
- ↑2b  — A Etapa para Automóveis e Camiões foi encurtada devido às forte chuva que caiu após o início da etapa e que alagou o traçado.[6]

## Resultados Etapas
Resultados de acordo com o site oficial.

### Motos
|       | Resultados Etapa | Resultados Etapa   | Resultados Etapa | Resultados Etapa | Resultados Etapa | Classificação Geral | Classificação Geral     | Classificação Geral | Classificação Geral | Classificação Geral |
| Etapa | Pos              | Piloto             | Marca            | Tempo            | Difer.           | Pos                 | Piloto                  | Marca               | Tempo               | Difer.              |
| ----- | ---------------- | ------------------ | ---------------- | ---------------- | ---------------- | ------------------- | ----------------------- | ------------------- | ------------------- | ------------------- |
| 1     | 1                | Francisco López    | KTM              | 39:15            |                  | 1                   | Francisco López         | KTM                 | 39:15               |                     |
| 1     | 2                | Frans Verhoeven    | Yamaha           | 39:20            | 0:05             | 2                   | Frans Verhoeven         | Yamaha              | 39:20               | 0:05                |
| 1     | 3                | Pablo Quintanilla  | Honda            | 39:40            | 0:25             | 3                   | Pablo Quintanilla       | Honda               | 39:40               | 0:25                |
| 2     | 1                | Joan Barreda Bort  | Husqvarna        | 2:42:31          |                  | 1                   | Joan Barreda Bort       | Husqvarna           | 3:24:11             |                     |
| 2     | 2                | Juan Pedrero       | KTM              | 2:45:47          | 3:16             | 2                   | Ruben Faria             | KTM                 | 3:29:47             | 5:36                |
| 2     | 3                | Matt Fish          | Husqvarna        | 2:48:24          | 5:53             | 3                   | Juan Pedrero            | KTM                 | 3:30:47             | 6:36                |
| 3     | 1                | Francisco López    | KTM              | 2:37:54          |                  | 1                   | Cyril Despres           | KTM                 | 6:15:03             |                     |
| 3     | 2                | Paulo Gonçalves    | Husqvarna        | 2:39:02          | 1:08             | 2                   | Francisco López         | KTM                 | 6:17:54             | 2:51                |
| 3     | 3                | Cyril Despres      | KTM              | 2:42:02          | 4:08             | 3                   | Pal Anders Ullevalseter | KTM                 | 6:20:02             | 4:59                |
| 4     | 1                | Joan Barreda Bort  | Husqvarna        | 3:41:09          |                  | 1                   | Olivier Pain            | Yamaha              | 10:10:38            |                     |
| 4     | 2                | Olivier Pain       | Yamaha           | 3:49:32          | 8:23             | 2                   | David Casteu            | Yamaha              | 10:13:02            | 2:24                |
| 4     | 3                | David Casteu       | Yamaha           | 3:51:51          | 10:42            | 3                   | Cyril Despres           | KTM                 | 10:13:47            | 3:09                |
| 5     | 1                | David Casteu       | Yamaha           | 1:39:42          |                  | 1                   | Olivier Pain            | Yamaha              | 11:51:29            |                     |
| 5     | 2                | Olivier Pain       | Yamaha           | 1:40:51          | 1:09             | 2                   | David Casteu            | Yamaha              | 11:52:44            | 1:15                |
| 5     | 3                | Juan Pedrero       | KTM              | 1:42:40          | 2:58             | 3                   | Cyril Despres           | KTM                 | 11:57:36            | 6:07                |
| 6     | 1                | Francisco López    | KTM              | 3:36:21          |                  | 1                   | Olivier Pain            | Yamaha              | 15:35:23            |                     |
| 6     | 2                | Ruben Faria        | KTM              | 3:38:55          | 2:34             | 2                   | Cyril Despres           | KTM                 | 15:37:45            | 2:22                |
| 6     | 3                | Cyril Despres      | KTM              | 3:40:09          | 3:48             | 3                   | David Casteu            | Yamaha              | 15:40:11            | 4:48                |
| 7     | 1                | Kurt Caselli       | KTM              | 1:51:31          |                  | 1                   | Olivier Pain            | Yamaha              | 17:28:17            |                     |
| 7     | 2                | Francisco López    | KTM              | 1:52:54          | 1:23             | 2                   | Francisco López         | KTM                 | 17:34:23            | 6:06                |
| 7     | 3                | Olivier Pain       | Yamaha           | 1:52:54          | 1:23             | 3                   | David Casteu            | Yamaha              | 17:34:54            | 6:37                |
| 8     | 1                | Joan Barreda Bort  | Husqvarna        | 2:07:26          |                  | 1                   | David Casteu            | Yamaha              | 19:56:33            |                     |
| 8     | 2                | Johnny Campbell    | Honda            | 2:14:30          | 7:04             | 2                   | Cyril Despres           | KTM                 | 20:05:59            | 9:26                |
| 8     | 3                | Ivan Jakeš         | KTM              | 2:15:23          | 7:57             | 3                   | Ruben Faria             | KTM                 | 20:07:49            | 11:16               |
| 9     | 1                | Cyril Despres      | KTM              | 5:41:36          |                  | 1                   | Ruben Faria             | KTM                 | 25:57:12            |                     |
| 9     | 2                | Joan Barreda Bort  | Husqvarna        | 5:45:39          | 5:03             | 2                   | Cyril Despres           | KTM                 | 26:02:35            | 5:23                |
| 9     | 3                | Alessandro Botturi | Husqvarna        | 5:46:50          | 5:14             | 3                   | Francisco López         | KTM                 | 26:06:15            | 9:03                |
| 10    | 1                | Joan Barreda Bort  | Husqvarna        | 4:43:14          |                  | 1                   | Cyril Despres           | KTM                 | 30:47:04            |                     |
| 10    | 2                | Cyril Despres      | KTM              | 4:44:29          | 1:15             | 2                   | Ruben Faria             | KTM                 | 30:48:41            | 1:37                |
| 10    | 3                | Paulo Gonçalves    | Husqvarna        | 4:45:58          | 2:44             | 3                   | Francisco López         | KTM                 | 31:00:45            | 13:41               |
| 11    | 1                | Kurt Caselli       | KTM              | 2:55:01          |                  | 1                   | Cyril Despres           | KTM                 | 33:48:29            |                     |
| 11    | 2                | Paulo Gonçalves    | Husqvarna        | 2:59:46          | 4:45             | 2                   | Ruben Faria             | KTM                 | 34:01:45            | 13:16               |
| 11    | 3                | Cyril Despres      | KTM              | 3:01:25          | 6:24             | 3                   | Francisco López         | KTM                 | 34:06:37            | 18:08               |
| 12    | 1                | Frans Verhoeven    | Yamaha           | 3:49:15          |                  | 1                   | Cyril Despres           | KTM                 | 37:46:59            |                     |
| 12    | 2                | Ruben Faria        | KTM              | 3:50:53          | 1:38             | 2                   | Ruben Faria             | KTM                 | 37:52:38            | 5:39                |
| 12    | 3                | Joan Barreda Bort  | Husqvarna        | 3:52:16          | 3:01             | 3                   | Francisco López         | KTM                 | 38:00:39            | 13:40               |
| 13    | 1                | Francisco López    | KTM              | 3:44:54          |                  | 1                   | Cyril Despres           | KTM                 | 41:37:18            |                     |
| 13    | 2                | Cyril Despres      | KTM              | 3:50:19          | 5:25             | 2                   | Francisco López         | KTM                 | 41:45:33            | 8:15                |
| 13    | 3                | Paulo Gonçalves    | Husqvarna        | 3:50:23          | 5:29             | 3                   | Ruben Faria             | KTM                 | 41:51:59            | 14:41               |
| 14    | 1                | Ruben Faria        | KTM              | 1:43:06          |                  | 1                   | Cyril Despres           | KTM                 | 43:24:22            |                     |
| 14    | 2                | Joan Barreda Bort  | Husqvarna        | 1:43:14          | 0:08             | 2                   | Ruben Faria             | KTM                 | 43:35:05            | 10:43               |
| 14    | 3                | Hélder Rodrigues   | Honda            | 1:43:30          | 0:24             | 3                   | Francisco López         | KTM                 | 43:43:10            | 18:48               |

### Quads
|       | Resultados Etapa | Resultados Etapa    | Resultados Etapa | Resultados Etapa | Resultados Etapa | Classificação Geral | Classificação Geral      | Classificação Geral | Classificação Geral | Classificação Geral |
| Etapa | Pos              | Piloto              | Marca            | Tempo            | Difer.           | Pos                 | Piloto                   | Marca               | Tempo               | Difer.              |
| ----- | ---------------- | ------------------- | ---------------- | ---------------- | ---------------- | ------------------- | ------------------------ | ------------------- | ------------------- | ------------------- |
| 1     | 1                | I. Flores Seminario | Yamaha           | 46:50            |                  | 1                   | Ignacio Flores Seminario | Yamaha              | 46:50               |                     |
| 1     | 2                | Sebastian Husseini  | Honda            | 47:45            | 0:55             | 2                   | Sebastian Husseini       | Honda               | 47:45               | 0:55                |
| 1     | 3                | Marcos Patronelli   | Yamaha           | 48:05            | 1:15             | 3                   | Marcos Patronelli        | Yamaha              | 48:05               | 1:15                |
| 2     | 1                | Marcos Patronelli   | Yamaha           | 3:02:40          |                  | 1                   | Marcos Patronelli        | Yamaha              | 3:50:45             |                     |
| 2     | 2                | Sebastian Husseini  | Honda            | 3:03:46          | 1:06             | 2                   | Sebastian Husseini       | Honda               | 3:51:31             | 0:46                |
| 2     | 3                | Ignacio Casale      | Yamaha           | 3:11:34          | 8:54             | 3                   | Ignacio Casale           | Yamaha              | 4:00:04             | 9:19                |
| 3     | 1                | Marcos Patronelli   | Yamaha           | 3:04:55          |                  | 1                   | Marcos Patronelli        | Yamaha              | 6:55:40             |                     |
| 3     | 2                | Sebastian Husseini  | Honda            | 3:08:27          | 3:32             | 2                   | Sebastian Husseini       | Honda               | 6:59:58             | 4:18                |
| 3     | 3                | Rafał Sonik         | Yamaha           | 3:20:39          | 15:44            | 3                   | Ignacio Casale           | Yamaha              | 7:25:18             | 29:38               |
| 4     | 1                | Marcos Patronelli   | Yamaha           | 4:25:46          |                  | 1                   | Marcos Patronelli        | Yamaha              | 11:21:26            |                     |
| 4     | 2                | Sebastian Husseini  | Honda            | 4:35:34          | 9:48             | 2                   | Sebastian Husseini       | Honda               | 11:35:32            | 14:06               |
| 4     | 3                | Łukasz Łaskawiec    | Yamaha           | 4:41:31          | 15:45            | 3                   | Rafał Sonik              | Yamaha              | 12:21:43            | 1:00:17             |
| 5     | 1                | Marcos Patronelli   | Yamaha           | 1:59:30          |                  | 1                   | Marcos Patronelli        | Yamaha              | 13:20:56            |                     |
| 5     | 2                | Łukasz Łaskawiec    | Yamaha           | 2:02:30          | 3:00             | 2                   | Ignacio Casale           | Yamaha              | 14:39:28            | 1:18:32             |
| 5     | 3                | Ignacio Casale      | Yamaha           | 2:13:44          | 14:14            | 3                   | Łukasz Łaskawiec         | Yamaha              | 14:41:41            | 1:20:45             |
| 6     | 1                | Ignacio Casale      | Yamaha           | 4:15:21          |                  | 1                   | Marcos Patronelli        | Yamaha              | 17:42:53            |                     |
| 6     | 2                | Marcos Patronelli   | Yamaha           | 4:21:57          | 6:36             | 2                   | Ignacio Casale           | Yamaha              | 18:54:49            | 1:11:56             |
| 6     | 3                | Sarel van Biljon    | E-ATV            | 4:25:51          | 10:30            | 3                   | Rafał Sonik              | Yamaha              | 19:30:53            | 1:48:00             |
| 7     | 1                | Sebastián Palma     | Can-Am           | 2:25:06          |                  | 1                   | Marcos Patronelli        | Yamaha              | 20:08:33            |                     |
| 7     | 2                | Marcos Patronelli   | Yamaha           | 2:25:40          | 0:34             | 2                   | Ignacio Casale           | Yamaha              | 21:23:03            | 1:14:30             |
| 7     | 3                | Sarel van Biljon    | E-ATV            | 2:25:44          | 0:38             | 3                   | Rafał Sonik              | Yamaha              | 21:59:19            | 1:50:46             |
| 8     | 1                | Sarel van Biljon    | E-ATV            | 2:28:13          |                  | 1                   | Marcos Patronelli        | Yamaha              | 22:38:35            |                     |
| 8     | 2                | Marcos Patronelli   | Yamaha           | 2:30:02          | 1:49             | 2                   | Ignacio Casale           | Yamaha              | 24:02:30            | 1:23:55             |
| 8     | 3                | Sebastián Palma     | Can-Am           | 2:30:49          | 2:36             | 3                   | Sarel van Biljon         | E-ATV               | 24:39:04            | 2:00:29             |
| 9     | 1                | Łukasz Łaskawiec    | Yamaha           | 6:26:39          |                  | 1                   | Marcos Patronelli        | Yamaha              | 29:06:19            |                     |
| 9     | 2                | Marcos Patronelli   | Yamaha           | 6:27:44          | 1:05             | 2                   | Ignacio Casale           | Yamaha              | 30:08:47            | 1:32:28             |
| 9     | 3                | Sebastien Husseini  | Honda            | 2:30:49          | 2:36             | 3                   | Rafał Sonik              | Yamaha              | 31:15:03            | 2:08:44             |
| 10    | 1                | Łukasz Łaskawiec    | Yamaha           | 5:19:12          |                  | 1                   | Marcos Patronelli        | Yamaha              | 34:31:47            |                     |
| 10    | 2                | Ignacio Casale      | Yamaha           | 5:20:47          | 1:35             | 2                   | Ignacio Casale           | Yamaha              | 35:59:34            | 1:27:47             |
| 10    | 3                | Rafał Sonik         | Yamaha           | 5:22:35          | 3:23             | 3                   | Rafał Sonik              | Yamaha              | 36:37:38            | 2:05:51             |
| 11    | 1                | Paul Smith          | Honda            | 3:46:04          |                  | 1                   | Marcos Patronelli        | Yamaha              | 38:23:33            |                     |
| 11    | 2                | Marcos Patronelli   | Yamaha           | 3:51:46          | 5:42             | 2                   | Ignacio Casale           | Yamaha              | 40:13:55            | 1:50:22             |
| 11    | 3                | Gastón González1b   | Yamaha           | 3:55:22          | 9:18             | 3                   | Rafał Sonik              | Yamaha              | 41:10:32            | 2:46:59             |
| 12    | 1                | Sebastian Husseini  | Honda            | 4:36:54          |                  | 1                   | Marcos Patronelli        | Yamaha              | 43:01:35            |                     |
| 12    | 2                | Marcos Patronelli   | Yamaha           | 4:38:02          | 1:08             | 2                   | Ignacio Casale           | Yamaha              | 44:54:10            | 1:52:35             |
| 12    | 3                | Ignacio Casale      | Yamaha           | 4:40:15          | 3:21             | 3                   | Rafał Sonik              | Yamaha              | 46:05:55            | 3:04:20             |
| 13    | 1                | Sarel van Biljon    | E-ATV            | 4:42:45          |                  | 1                   | Marcos Patronelli        | Yamaha              | 47:47:19            |                     |
| 13    | 2                | Sebastian Husseini  | Honda            | 4:43:26          | 0:41             | 2                   | Ignacio Casale           | Yamaha              | 49:37:43            | 1:50:24             |
| 13    | 3                | Ignacio Casale      | Yamaha           | 4:43:33          | 0:48             | 3                   | Rafał Sonik              | Yamaha              | 51:02:02            | 3:14:43             |
| 14    | 1                | Sarel van Biljon    | E-ATV            | 1:54:05          |                  | 1                   | Marcos Patronelli        | Yamaha              | 49:42:42            |                     |
| 14    | 2                | Sebastian Husseini  | Honda            | 1:54:42          | 0:37             | 2                   | Ignacio Casale           | Yamaha              | 51:33:17            | 1:50:35             |
| 14    | 3                | Marcos Patronelli   | Yamaha           | 1:55:23          | 1:18             | 3                   | Rafał Sonik              | Yamaha              | 52:59:31            | 3:16:49             |

Notes
- ↑1b  — O tempo de González inclui uma penalização de 5 minutos.

### Automóveis
|       | Resultados Etapa | Resultados Etapa                       | Resultados Etapa | Resultados Etapa | Resultados Etapa | Classificação Geral | Classificação Geral                    | Classificação Geral | Classificação Geral | Classificação Geral |
| Etapa | Pos              | Piloto                                 | Marca            | Tempo            | Difer.           | Pos                 | Piloto                                 | Marca               | Tempo               | Difer.              |
| ----- | ---------------- | -------------------------------------- | ---------------- | ---------------- | ---------------- | ------------------- | -------------------------------------- | ------------------- | ------------------- | ------------------- |
| 1     | 1                | Carlos Sainz Timo Gottschalk           | Buggy Qatar RB   | 23:00            |                  | 1                   | Carlos Sainz Timo Gottschalk           | Buggy Qatar RB      | 23:00               |                     |
| 1     | 2                | Lucio Alvarez Bernardo Graue           | Toyota           | 23:24            | 0:24             | 2                   | Lucio Alvarez Bernardo Graue           | Toyota              | 23:24               | 0:24                |
| 1     | 3                | Guerlain Chicherit Jean-Pierre Garcin  | SMG              | 23:30            | 0:30             | 3                   | Guerlain Chicherit Jean-Pierre Garcin  | SMG                 | 23:30               | 0:30                |
| 21b   | 1                | Stéphane Peterhansel Jean-Paul Cottret | Mini             | 2:35:38          |                  | 1                   | Stéphane Peterhansel Jean-Paul Cottret | Mini                | 3:00:20             |                     |
| 21b   | 2                | Giniel de Villiers Dirk von Zitzewitz  | Toyota           | 2:38:13          | 2:35             | 2                   | Giniel de Villiers Dirk von Zitzewitz  | Toyota              | 3:02:58             | 2:38                |
| 21b   | 3                | Ronan Chabot Gilles Pillot             | SMG              | 2:40:30          | 4:52             | 3                   | Ronan Chabot Gilles Pillot             | SMG                 | 3:04:06             | 3:46                |
| 3     | 1                | Nasser Al-Attiyah Lucas Cruz           | Buggy Qatar RB   | 2:30:14          |                  | 1                   | Stéphane Peterhansel Jean-Paul Cottret | Mini                | 5:34:26             |                     |
| 3     | 2                | Robby Gordon Kellon Walch              | Hummer           | 2:31:32          | 1:18             | 2                   | Nasser Al-Attiyah Lucas Cruz           | Buggy Qatar RB      | 5:40:59             | 6:33                |
| 3     | 3                | Stéphane Peterhansel Jean-Paul Cottret | Mini             | 2:34:06          | 3:52             | 3                   | Lucio Alvarez Bernardo Graue           | Toyota              | 5:52:37             | 18:11               |
| 4     | 1                | Nasser Al-Attiyah Lucas Cruz           | Buggy Qatar RB   | 3:28:46          |                  | 1                   | Stéphane Peterhansel Jean-Paul Cottret | Mini                | 9:04:29             |                     |
| 4     | 2                | Guerlain Chicherit Jean-Pierre Garcin  | SMG              | 3:29:22          | 0:36             | 2                   | Nasser Al-Attiyah Lucas Cruz           | Buggy Qatar RB      | 9:09:45             | 5:16                |
| 4     | 3                | Stéphane Peterhansel Jean-Paul Cottret | Mini             | 3:30:03          | 1:17             | 3                   | Giniel de Villiers Dirk von Zitzewitz  | Toyota              | 9:37:51             | 33:22               |
| 5     | 1                | Nani Roma Michel Périn                 | Mini             | 1:49:40          |                  | 1                   | Stéphane Peterhansel Jean-Paul Cottret | Mini                | 10:55:32            |                     |
| 5     | 2                | Stéphane Peterhansel Jean-Paul Cottret | Mini             | 1:51:03          | 1:23             | 2                   | Nasser Al-Attiyah Lucas Cruz           | Buggy Qatar RB      | 11:05:26            | 9:54                |
| 5     | 3                | Robby Gordon Kellon Walch              | Hummer           | 1:51:21          | 1:41             | 3                   | Giniel de Villiers Dirk von Zitzewitz  | Toyota              | 11:29:22            | 33:50               |
| 6     | 1                | Nasser Al-Attiyah Lucas Cruz           | Buggy Qatar RB   | 3:32:08          |                  | 1                   | Stéphane Peterhansel Jean-Paul Cottret | Mini                | 14:36:16            |                     |
| 6     | 2                | Stéphane Peterhansel Jean-Paul Cottret | Mini             | 3:40:44          | 8:36             | 2                   | Nasser Al-Attiyah Lucas Cruz           | Buggy Qatar RB      | 14:37:34            | 1:18                |
| 6     | 3                | Robby Gordon Kellon Walch              | Hummer           | 3:46:00          | 13:52            | 3                   | Giniel de Villiers Dirk von Zitzewitz  | Toyota              | 15:18:47            | 42:31               |
| 7     | 1                | Stéphane Peterhansel Jean-Paul Cottret | Mini             | 1:47:27          |                  | 1                   | Stéphane Peterhansel Jean-Paul Cottret | Mini                | 16:23:43            |                     |
| 7     | 2                | Guerlain Chicherit Jean-Pierre Garcin  | SMG              | 1:48:06          | 0:39             | 2                   | Nasser Al-Attiyah Lucas Cruz           | Buggy Qatar RB      | 16:26:57            | 3:14                |
| 7     | 3                | Robby Gordon Kellon Walch              | Hummer           | 1:48:35          | 1:08             | 3                   | Giniel de Villiers Dirk von Zitzewitz  | Toyota              | 17:07:46            | 44:03               |
| 82b   | 1                | Guerlain Chicherit Jean-Pierre Garcin  | SMG              | 1:55:06          |                  | 1                   | Stéphane Peterhansel Jean-Paul Cottret | Mini                | 18:31:04            |                     |
| 82b   | 2                | Orlando Terranova Paulo Fiuza          | BMW              | 1:59:08          | 4:02             | 2                   | Nasser Al-Attiyah Lucas Cruz           | Buggy Qatar RB      | 18:34:18            | 3:14                |
| 82b   | 3                | Robby Gordon Kellon Walch              | Hummer           | 2:00:23          | 5:17             | 3                   | Giniel de Villiers Dirk von Zitzewitz  | Toyota              | 19:15:07            | 44:03               |
| 9     | 1                | Nani Roma Michel Périn                 | Mini             | 5:36:28          |                  | 1                   | Stéphane Peterhansel Jean-Paul Cottret | Mini                | 24:11:43            |                     |
| 9     | 2                | Stéphane Peterhansel Jean-Paul Cottret | Mini             | 5:40:39          | 4:11             | 2                   | Giniel de Villiers Dirk von Zitzewitz  | Toyota              | 25:01:14            | 49:31               |
| 9     | 3                | Orlando Terranova Paulo Fiuza          | BMW              | 5:43:22          | 6:54             | 3                   | Leonid Novitskiy Konstantin Zhiltsov   | Mini                | 25:07:46            | 56:03               |
| 10    | 1                | Orlando Terranova Paulo Fiuza          | BMW              | 3:57:58          |                  | 1                   | Stéphane Peterhansel Jean-Paul Cottret | Mini                | 28:12:00            |                     |
| 10    | 2                | Nani Roma Michel Périn                 | Mini             | 4:00:05          | 2:07             | 2                   | Giniel de Villiers Dirk von Zitzewitz  | Toyota              | 29:04:38            | 52:38               |
| 10    | 3                | Stéphane Peterhansel Jean-Paul Cottret | Mini             | 4:00:17          | 2:19             | 3                   | Leonid Novitskiy Konstantin Zhiltsov   | Mini                | 29:20:40            | 1:08:40             |
| 11    | 1                | Robby Gordon Kellon Walch              | Hummer           | 50:51            |                  | 1                   | Stéphane Peterhansel Jean-Paul Cottret | Mini                | 29:07:25            |                     |
| 11    | 2                | Ronan Chabot Gilles Pillot             | SMG              | 51:29            | 0:38             | 2                   | Giniel de Villiers Dirk von Zitzewitz  | Toyota              | 29:59:24            | 51:59               |
| 11    | 3                | Lucio Alvarez Bernardo Graue           | Toyota           | 52:38            | 1:47             | 3                   | Leonid Novitskiy Konstantin Zhiltsov   | Mini                | 30:33:05            | 1:25:40             |
| 12    | 1                | Nani Roma Michel Périn                 | Mini             | 3:36:34          |                  | 1                   | Stéphane Peterhansel Jean-Paul Cottret | Mini                | 32:50:02            |                     |
| 12    | 2                | Robby Gordon Kellon Walch              | Hummer           | 3:40:52          | 4:18             | 2                   | Giniel de Villiers Dirk von Zitzewitz  | Toyota              | 33:40:23            | 50:21               |
| 12    | 3                | Giniel de Villiers Dirk von Zitzewitz  | Toyota           | 3:40:59          | 4:25             | 3                   | Nani Roma Michel Périn                 | Mini                | 34:21:08            | 1:31:06             |
| 13    | 1                | Robby Gordon Kellon Walch              | Hummer           | 3:40:53          |                  | 1                   | Stéphane Peterhansel Jean-Paul Cottret | Mini                | 36:44:46            |                     |
| 13    | 2                | Guerlain Chicherit Jean-Pierre Garcin  | SMG              | 3:41:15          | 0:22             | 2                   | Giniel de Villiers Dirk von Zitzewitz  | Toyota              | 37:29:24            | 44:38               |
| 13    | 3                | Orlando Terranova Paulo Fiuza          | BMW              | 3:45:34          | 4:41             | 3                   | Leonid Novitskiy Konstantin Zhiltsov   | Mini                | 38:14:17            | 1:29:31             |
| 14    | 1                | Nani Roma Michel Périn                 | Mini             | 1:44:10          |                  | 1                   | Stéphane Peterhansel Jean-Paul Cottret | Mini                | 38:32:39            |                     |
| 14    | 2                | Orlando Terranova Paulo Fiuza          | BMW              | 1:44:23          | 0:13             | 2                   | Giniel de Villiers Dirk von Zitzewitz  | Toyota              | 39:15:01            | 42:22               |
| 14    | 3                | Lucio Alvarez Bernardo Graue           | Toyota           | 1:44:41          | 0:31             | 3                   | Leonid Novitskiy Konstantin Zhiltsov   | Mini                | 40:01:01            | 1:28:22             |

Notes
- ↑1b  — Carlos Sainz e Timo Gottschalk foram inicalmente reconhecidos a posteriori como vencedores da 2ª Etapa após um problema com o GPS, que teria levado o piloto a perder 20 minutos a tentar registar a sua passagem num waypoint.[8] Contudo, após investigação os oficiais verificaram que Carlos Sainz não tinha o GPS de reserva activo e reverteram a decisão anterior e declarando Stéphane Peterhansel e Jean-Paul Cottret como vencedores da 2ª Etapa.[9]
- ↑2b  — Uma inundação num leito de um rio que se previa seco na Etapa 8 permitiu que apenas 5 Automóveis pudessem chegar ao final da Etapa. Desta forma, a todos os pilotos que não conseguiram terminar a etapa foi-lhes atribuído o mesmo tempo de Stéphane Peterhansel e Jean-Paul Cottret, o último a terminar a etapa, não havendo por isso qualquer alteração no topo da Classificação Geral.[10]

### Camiões
|       | Resultados Etapa                | Resultados Etapa                                     | Resultados Etapa                | Resultados Etapa                | Resultados Etapa                | Classificação Geral             | Classificação Geral                              | Classificação Geral             | Classificação Geral             | Classificação Geral             |
| Etapa | Pos                             | Piloto                                               | Marca                           | Tempo                           | Difer.                          | Pos                             | Piloto                                           | Marca                           | Tempo                           | Difer.                          |
| ----- | ------------------------------- | ---------------------------------------------------- | ------------------------------- | ------------------------------- | ------------------------------- | ------------------------------- | ------------------------------------------------ | ------------------------------- | ------------------------------- | ------------------------------- |
| 1     | 1                               | Gérard de Rooy Tom Colsoul Darek Rodewald            | Iveco                           | 26:18                           |                                 | 1                               | Gérard de Rooy Tom Colsoul Darek Rodewald        | Iveco                           | 26:18                           |                                 |
| 1     | 2                               | Hans Stacey Detlef Ruf Bernard der Kinderen          | Iveco                           | 27:06                           | 0:48                            | 2                               | Hans Stacey Detlef Ruf Bernard der Kinderen      | Iveco                           | 27:06                           | 0:48                            |
| 1     | 3                               | Aleš Loprais Serge Bruynkens Radim Pustějovský       | Tatra                           | 27:33                           | 1:15                            | 3                               | Aleš Loprais Serge Bruynkens Radim Pustějovský   | Tatra                           | 27:33                           | 1:15                            |
| 2     | 1                               | Gérard de Rooy Tom Colsoul Darek Rodewald            | Iveco                           | 3:00:59                         |                                 | 1                               | Gérard de Rooy Tom Colsoul Darek Rodewald        | Iveco                           | 3:27:17                         |                                 |
| 2     | 2                               | Aleš Loprais Serge Bruynkens Radim Pustějovský       | Tatra                           | 3:02:00                         | 1:01                            | 2                               | Aleš Loprais Serge Bruynkens Radim Pustějovský   | Tatra                           | 3:29:33                         | 2:16                            |
| 2     | 3                               | Miki Biasion Humberto Fiori Michel Huisman           | Iveco                           | 3:08:51                         | 7:52                            | 3                               | Miki Biasion Humberto Fiori Michel Huisman       | Iveco                           | 3:38:12                         | 10:55                           |
| 3     | 1                               | Gérard de Rooy Tom Colsoul Darek Rodewald            | Iveco                           | 2:55:58                         |                                 | 1                               | Gérard de Rooy Tom Colsoul Darek Rodewald        | Iveco                           | 6:23:15                         |                                 |
| 3     | 2                               | Eduard Nikolaev Sergey Savostin Vladimir Rybakov     | Kamaz                           | 2:57:22                         | 1:24                            | 2                               | Aleš Loprais Serge Bruynkens Radim Pustějovský   | Tatra                           | 6:30:14                         | 6:59                            |
| 3     | 3                               | Miki Biasion Humberto Fiori Michel Huisman           | Iveco                           | 2:58:29                         | 2:31                            | 3                               | Miki Biasion Humberto Fiori Michel Huisman       | Iveco                           | 6:36:41                         | 13:26                           |
| 4     | 1                               | Ayrat Mardeev Aydar Belyaev Anton Mirniy             | Kamaz                           | 4:04:59                         |                                 | 1                               | Aleš Loprais Serge Bruynkens Radim Pustějovský   | Tatra                           | 10:53:41                        |                                 |
| 4     | 2                               | Andrey Karginov Igor Devyatkin Andrey Mokeev         | Kamaz                           | 4:08:32                         | 3:33                            | 2                               | Gérard de Rooy Tom Colsoul Darek Rodewald        | Iveco                           | 10:54:37                        | 0:56                            |
| 4     | 3                               | Hans Stacey Detlef Ruf Bernard der Kinderen          | Iveco                           | 4:11:21                         | 6:22                            | 3                               | Eduard Nikolaev Sergey Savostin Vladimir Rybakov | Kamaz                           | 11:00:49                        | 7:08                            |
| 5     | 1                               | Hans Stacey Detlef Ruf Bernard der Kinderen          | Iveco                           | 2:07:34                         |                                 | 1                               | Gérard de Rooy Tom Colsoul Darek Rodewald        | Iveco                           | 13:04:43                        |                                 |
| 5     | 2                               | Eduard Nikolaev Sergey Savostin Vladimir Rybakov     | Kamaz                           | 2:09:27                         | 1:53                            | 2                               | Eduard Nikolaev Sergey Savostin Vladimir Rybakov | Kamaz                           | 13:10:16                        | 5:33                            |
| 5     | 3                               | Gérard de Rooy Tom Colsoul Darek Rodewald            | Iveco                           | 2:10:06                         | 2:32                            | 3                               | Ayrat Mardeev Aydar Belyaev Anton Mirniy         | Kamaz                           | 13:21:49                        | 17:06                           |
| 6     | 1                               | Gérard de Rooy Tom Colsoul Darek Rodewald            | Iveco                           | 4:19:02                         |                                 | 1                               | Gérard de Rooy Tom Colsoul Darek Rodewald        | Iveco                           | 17:23:45                        |                                 |
| 6     | 2                               | Andrey Karginov Igor Devyatkin Andrey Mokeev         | Kamaz                           | 4:19:36                         | 0:34                            | 2                               | Eduard Nikolaev Sergey Savostin Vladimir Rybakov | Kamaz                           | 17:42:25                        | 18:40                           |
| 6     | 3                               | [Peter Versluis Harry Schuurmans Jurgen Damen        | MAN                             | 4:19:37                         | 0:35                            | 3                               | Ayrat Mardeev Aydar Belyaev Anton Mirniy         | Kamaz                           | 17:54:17                        | 30:22                           |
| 7     | 1                               | Gérard de Rooy Tom Colsoul Darek Rodewald            | Iveco                           | 2:02:21                         |                                 | 1                               | Gérard de Rooy Tom Colsoul Darek Rodewald        | Iveco                           | 19:26:06                        |                                 |
| 7     | 2                               | Aleš Loprais Serge Bruynkens Radim Pustějovský       | Tatra                           | 2:03:30                         | 1:09                            | 2                               | Eduard Nikolaev Sergey Savostin Vladimir Rybakov | Kamaz                           | 19:48:14                        | 22:08                           |
| 7     | 3                               | Andrey Karginov Igor Devyatkin Andrey Mokeev         | Kamaz                           | 2:03:59                         | 1:38                            | 3                               | Martin Kolomy René Kilian David Kilian           | Tatra                           | 20:07:31                        | 41:25                           |
| 8     | Etapa cancelled due to flooding | Etapa cancelled due to flooding                      | Etapa cancelled due to flooding | Etapa cancelled due to flooding | Etapa cancelled due to flooding | Etapa cancelled due to flooding | Etapa cancelled due to flooding                  | Etapa cancelled due to flooding | Etapa cancelled due to flooding | Etapa cancelled due to flooding |
| 9     | 1                               | Aleš Loprais Serge Bruynkens Radim Pustějovský       | Tatra                           | 3:18:32                         |                                 | 1                               | Eduard Nikolaev Sergey Savostin Vladimir Rybakov | Kamaz                           | 23:10:20                        |                                 |
| 9     | 2                               | Peter Versluis Harry Schuurmans Jurgen Damen         | MAN                             | 3:18:39                         | 0:07                            | 2                               | Martin Kolomy René Kilian David Kilian           | Tatra                           | 23:28:16                        | 17:56                           |
| 9     | 3                               | Andrey Karginov Igor Devyatkin Andrey Mokeev         | Kamaz                           | 3:20:08                         | 1:36                            | 3                               | Ayrat Mardeev Aydar Belyaev Anton Mirniy         | Kamaz                           | 23:43:52                        | 33:32                           |
| 10    | 1                               | Andrey Karginov Igor Devyatkin Andrey Mokeev         | Kamaz                           | 4:44:08                         |                                 | 1                               | Eduard Nikolaev Sergey Savostin Vladimir Rybakov | Kamaz                           | 27:59:31                        |                                 |
| 10    | 2                               | Peter van den Bosch Patrick Bouw Wouter Rosegaar     | DAF                             | 4:47:47                         | 3:39                            | 2                               | Martin Kolomy René Kilian David Kilian           | Tatra                           | 28:31:54                        | 32:23                           |
| 10    | 3                               | Martin van den Brink Peter Willemsen Arjan Veenvliet | GINAF                           | 4:48:20                         | 4:12                            | 3                               | Ayrat Mardeev Aydar Belyaev Anton Mirniy         | Kamaz                           | 28:33:41                        | 34:10                           |
| 11    | 1                               | Gérard de Rooy Tom Colsoul Darek Rodewald            | Iveco                           | 54:47                           |                                 | 1                               | Eduard Nikolaev Sergey Savostin Vladimir Rybakov | Kamaz                           | 28:56:24                        |                                 |
| 11    | 2                               | Aleš Loprais Serge Bruynkens Radim Pustějovský       | Tatra                           | 55:43                           | 0:56                            | 2                               | Ayrat Mardeev Aydar Belyaev Anton Mirniy         | Kamaz                           | 29:31:35                        | 35:11                           |
| 11    | 3                               | Eduard Nikolaev Sergey Savostin Vladimir Rybakov     | Kamaz                           | 56:53                           | 2:06                            | 3                               | Martin Kolomy René Kilian David Kilian           | Tatra                           | 29:45:19                        | 48:55                           |
| 12    | 1                               | Andrey Karginov Igor Devyatkin Andrey Mokeev         | Kamaz                           | 4:09:44                         |                                 | 1                               | Eduard Nikolaev Sergey Savostin Vladimir Rybakov | Kamaz                           | 33:12:35                        |                                 |
| 12    | 2                               | Ayrat Mardeev Aydar Belyaev Anton Mirniy             | Kamaz                           | 4:12:20                         | 2:36                            | 2                               | Ayrat Mardeev Aydar Belyaev Anton Mirniy         | Kamaz                           | 33:43:55                        | 31:20                           |
| 12    | 3                               | Gérard de Rooy Tom Colsoul Darek Rodewald            | Iveco                           | 4:12:33                         | 2:49                            | 3                               | Andrey Karginov Igor Devyatkin Andrey Mokeev     | Kamaz                           | 34:03:01                        | 50:26                           |
| 13    | 1                               | Andrey Karginov Igor Devyatkin Andrey Mokeev         | Kamaz                           | 4:06:30                         |                                 | 1                               | Eduard Nikolaev Sergey Savostin Vladimir Rybakov | Kamaz                           | 37:33:07                        |                                 |
| 13    | 2                               | Gérard de Rooy Tom Colsoul Darek Rodewald            | Iveco                           | 4:09:18                         | 2:48                            | 2                               | Andrey Karginov Igor Devyatkin Andrey Mokeev     | Kamaz                           | 38:09:31                        | 36:24                           |
| 13    | 3                               | Aleš Loprais Serge Bruynkens Radim Pustějovský       | Tatra                           | 4:14:34                         | 8:04                            | 3                               | Ayrat Mardeev Aydar Belyaev Anton Mirniy         | Kamaz                           | 38:13:34                        | 40:27                           |
| 14    | 1                               | Peter Versluis Harry Schuurmans Jurgen Damen         | MAN                             | 2:02:40                         |                                 | 1                               | Eduard Nikolaev Sergey Savostin Vladimir Rybakov | Kamaz                           | 39:41:43                        |                                 |
| 14    | 2                               | Gérard de Rooy Tom Colsoul Darek Rodewald            | Iveco                           | 2:04:44                         | 2:04                            | 2                               | Ayrat Mardeev Aydar Belyaev Anton Mirniy         | Kamaz                           | 40:18:53                        | 37:10                           |
| 14    | 3                               | Miki Biasion Humberto Fiori Michel Huisman           | Iveco                           | 2:04:57                         | 2:17                            | 3                               | Andrey Karginov Igor Devyatkin Andrey Mokeev     | Kamaz                           | 40:19:40                        | 37:57                           |

## Classificação Final

### Motos
| Iniciaram | Terminaram  |
| --------- | ----------- |
| 183       | 125 (68.3%) |

| Pos | No. | Piloto           | Moto      | Equipa                               | Tempo    | Difer.   |
| --- | --- | ---------------- | --------- | ------------------------------------ | -------- | -------- |
| 1   | 1   | Cyril Despres    | KTM       | KTM Red Bull RTodasy Factory Team    | 43:24:22 |          |
| 2   | 11  | Ruben Faria      | KTM       | KTM Red Bull RTodasy Factory Team    | 43:35:05 | +10:43   |
| 3   | 7   | Francisco López  | KTM       | Tamarugal XC                         | 43:32:10 | +18:48   |
| 4   | 32  | Ivan Jakeš       | KTM       | Nad Ress Adventure Team              | 43:48:16 | +23:54   |
| 5   | 12  | Juan Pedrero     | KTM       | AMV Red Bull KTM Factory Team        | 44:19:51 | +55:29   |
| 6   | 9   | Olivier Pain     | Yamaha    | Yamaha Racing France                 | 44:30:52 | +1:06:30 |
| 7   | 3   | Hélder Rodrigues | Honda     | Team Honda Racing Corporation        | 44:35:44 | +1:11:22 |
| 8   | 30  | Javier Pizzolito | Honda     | Team HRC                             | 44:50:29 | +1:26:07 |
| 9   | 15  | Frans Verhoeven  | Yamaha    | Yamaha Netherlands                   | 44:50:57 | +1:26:35 |
| 10  | 20  | Paulo Gonçalves  | Husqvarna | Husqvarna RTodasy Team by Speedbrain | 44:52:42 | +1:28:20 |

### Quads
| Iniciaram | Terminaram |
| --------- | ---------- |
| 38        | 26 (68.4%) |

| Pos | No. | Piloto               | Quad   | Tempo    | Difer.   |
| --- | --- | -------------------- | ------ | -------- | -------- |
| 1   | 250 | Marcos Patronelli    | Yamaha | 49:42:42 |          |
| 2   | 254 | Ignacio Casale       | Yamaha | 51:33:17 | +1:50:35 |
| 3   | 253 | Rafał Sonik          | Yamaha | 52:59:31 | +3:16:49 |
| 4   | 256 | Lucas Bonetto        | Honda  | 54:18:39 | +3:40:10 |
| 5   | 263 | Sebastian Palma      | Can-Am | 54:18:39 | +4:35:57 |
| 6   | 265 | Sebastian Husseini   | Honda  | 55:22:45 | +5:40:03 |
| 7   | 274 | Paul Smith           | Honda  | 55:28:51 | +5:46:09 |
| 8   | 268 | I. Flores Seminario  | Yamaha | 55:52:09 | +6:09:27 |
| 9   | 290 | Claudio Clavigliasso | Can-Am | 56:02:23 | +6:19:41 |
| 10  | 262 | Luciano Gagliardi    | Yamaha | 56:12:18 | 6:29:36  |

### Automóveis
| Iniciaram | Terminaram |
| --------- | ---------- |
| 152       | 90 (59.2%) |

| Pos | No. | Piloto               | Co-Piloto           | Carro        | Equipa                     | Tempo    | Difer.   |
| --- | --- | -------------------- | ------------------- | ------------ | -------------------------- | -------- | -------- |
| 1   | 302 | Stéphane Peterhansel | Jean-Paul Cottret   | Mini         | Monster Energy X-Raid Team | 38:32:39 |          |
| 2   | 301 | Giniel de Villiers   | Dirk von Zitzewitz  | Toyota       | Imperial Toyota            | 39:15:01 | +42:22   |
| 3   | 307 | Leonid Novitskiy     | Konstantin Zhiltsov | Mini         | Monster Energy X-Raid Team | 40:01:01 | +1:28:22 |
| 4   | 305 | Nani Roma            | Michel Périn        | Mini         | Monster Energy X-Raid Team | 40:09:22 | +1:36:43 |
| 5   | 319 | Orlando Terranova    | Paulo Fiuza         | BMW          | X-Raid Team                | 40:21:49 | +1:49:10 |
| 6   | 308 | Carlos Sousa         | Miguel Ramalho      | Great WTodas | Team Great WTodas          | 41:10:55 | +2:38:16 |
| 7   | 316 | Ronan Chabot         | Gilles Pillot       | SMG          | Toys Motors SMG            | 41:50:44 | +3:18:05 |
| 8   | 309 | Guerlain Chicherit   | Jean-Pierre Garcin  | SMG          | Astana SMG                 | 42:00:23 | +3:27:44 |
| 9   | 328 | Pascal Thomasse      | Pascal Larroque     | MD           | MD RTodasye Sport          | 43:08:11 | +4:35:32 |
| 10  | 306 | Lucio Alvarez        | Bernardo Graue      | Toyota       | Overdrive Toyota           | 43:18:27 | +4:45:48 |

### Camiões
| Iniciaram | Terminaram |
| --------- | ---------- |
| 75        | 60 (80.0%) |

| Pos | No. | Piloto              | Co-Pilotos                            | Camião | Tempo    | Difer.   |
| --- | --- | ------------------- | ------------------------------------- | ------ | -------- | -------- |
| 1   | 501 | Eduard Nikolaev     | Sergey Savostin Vladimir Rybakov      | Kamaz  | 39:41:43 |          |
| 2   | 505 | Ayrat Mardeev       | Aydar Belyaev Anton Mirniy            | Kamaz  | 40:18:53 | +37:10   |
| 3   | 510 | Andrey Karginov     | Andrey Mokeev Igor Devyatkin          | Kamaz  | 40:19:40 | +37:57   |
| 4   | 500 | Gérard de Rooy      | Tom Colsoul Darek Rodewald            | Iveco  | 40:22:59 | +41:16   |
| 5   | 506 | Martin Kolomy       | René Kilian David Kilian              | Tatra  | 40:43:30 | +1:01:47 |
| 6   | 503 | Aleš Loprais        | Serge Bruynkens Radim Pustějovský     | Tatra  | 40:57:53 | +1:16:10 |
| 7   | 509 | [Peter Versluis     | Harry Schuurmans Jurgen Damen         | MAN    | 42:13:52 | +2:32:09 |
| 8   | 502 | Marcel van Vliet    | Artur Klein Marcel Pronk              | MAN    | 43:03:46 | +3:22:13 |
| 9   | 514 | René Kuipers        | Peter van Eerd Moises TorrTodasardona | Iveco  | 43:35:33 | +3:53:50 |
| 10  | 534 | Peter van den Bosch | Patrick Bouw Wouter Rosegaar          | DAF    | 44:05:35 | +4:23:52 |

## Portugueses no Dakar
| Motos - Ruben Faria (KTM) - 2º lugar Geral na classe Motos - 1º lugar na 14ª Etapa - 2º lugar na 6ª e 12ª Etapas - Hélder Rodrigues (Honda) - 7º lugar Geral na classe Motos - 3º lugar na 14ª Etapa - Paulo Gonçalves (Husqvarna) - 10º lugar Geral na classe Motos - 2º lugar na 3ª e 11ª Etapas - 3º lugar na 10ª e 13ª Etapas | Automóveis - Carlos Sousa/Miguel Ramalho (Hawal Great Wall) - 6º lugar Geral na classe Automóveis - Orlando Terranova /Paulo Fiuza (BMW X3) - 5º lugar Geral na classe Automóveis - 1º lugar na 10ª Etapa - 2º lugar na 8ª e 14ª Etapa - 3º lugar na 9ª e 13ª Etapas - Krystof Holowczyc/Ricardo Palmeiro (Mini) - Desistência na 3ª etapa por capotamento, quando eram 8º na Geral |